# Kendujhar (distrikt)
Kendujhar är ett distrikt i Indien.   Det ligger i delstaten Odisha, i den östra delen av landet, 1 200 km sydost om huvudstaden New Delhi. Antalet invånare är 1 801 733.
Följande samhällen finns i Kendujhar:
- Bada Barabīl
- Barbil
- Keonjhargarh
- Bolānīkhodān
- Kiri Buru
- Chāmpua